# Hồng Kông tại Thế vận hội
Hồng Kông tham gia Thế vận hội lần đầu năm 1952, lúc đó với tư cách một thuộc địa của Anh (Hồng Kông thuộc Anh). Từ đây, Hồng Kông đã tham dự đủ các kỳ Thế vận hội Mùa hè trừ lần tẩy chay đại hội năm 1980. Hồng Kông tham dự Thế vận hội Mùa đông lần đầu năm 2002.
Ủy ban Olympic của Hồng Kông được thành lập năm 1950 với tên gọi "Liên hiệp các môn Thể thao Nghiệp dư và Ủy ban Olympic Hồng Kông", hiện tại có tên là "Liên hiệp các môn Thể thao và Ủy ban Olympic Hồng Kông, Trung Quốc". Ủy ban được công nhận bởi Ủy ban Olympic Quốc tế năm 1951, và sau đó, Hồng Kông được đại diện độc lập với Vương quốc Anh (trong lễ trao huy chương vàng, cờ thuộc địa Hồng Kông được kéo lên và quốc ca Anh được cử hành) tại các kỳ Thế vận hội tương lai.
Sau khi Hồng Kông được chuyển giao về Cộng hòa Nhân dân Trung Hoa năm 1997, Ủy ban Olympic của đặc khu hành chính được xác định cách gọi mới là Hồng Kông, Trung Quốc. Hồng Kông tiếp tục chọn cách đại diện độc lập tại Thế vận hội (trong lễ trao huy chương vàng, cờ Đặc khu Hành chính Hồng Kông được kéo lên và quốc ca Trung Quốc được cử hành, kể cả trường hợp các vận động viên (VĐV) từ Trung Quốc giành huy chương bạc hoặc đồng và vì vậy khiến cờ của Hồng Kông được treo cao hơn cờ Trung Quốc). Theo Luật Cơ bản Hồng Kông như được thỏa thuận khi Anh trao trả vùng lãnh thổ này (cụ thể là Điều 151, Chương 7 Luật Cơ bản), Hồng Kông "có thể tự mình,... duy trì và phát triển các mối quan hệ và ký kết và thực thi các thỏa thuận với các nước, vùng lãnh thổ và các tổ chức quốc tế liên quan trong những lĩnh vực phù hợp, gồm kinh tế, thương mại, tài chính và tiền tệ, hải vận, liên lạc, du lịch, văn hóa và thể thao."
Hồng Kông giành tấm huy chương Thế vận hội đầu tiên năm 1996, cũng là tấm huy chương vàng đầu tiên. Đến nay các VĐV từ Hồng Kông đã giành tổng cộng 3 huy chương.
Tại Thế vận hội Mùa hè 2008, Hồng Kông là nơi tổ chức môn đua ngựa.

## Bảng huy chương
| Thế vận hội           | Số VĐV        | Vàng          | Bạc           | Đồng          | Tổng số       | Xếp thứ       |
| Helsinki 1952         | 4             | 0             | 0             | 0             | 0             | -             |
| Melbourne 1956        | 2             | 0             | 0             | 0             | 0             | -             |
| Roma 1960             | 4             | 0             | 0             | 0             | 0             | -             |
| Tokyo 1964            | 39            | 0             | 0             | 0             | 0             | -             |
| Thành phố México 1968 | 11            | 0             | 0             | 0             | 0             | -             |
| München 1972          | 10            | 0             | 0             | 0             | 0             | -             |
| Montréal 1976         | 25            | 0             | 0             | 0             | 0             | -             |
| Moskva 1980           | không tham dự | không tham dự | không tham dự | không tham dự | không tham dự | không tham dự |
| Los Angeles 1984      | 47            | 0             | 0             | 0             | 0             | -             |
| Seoul 1988            | 48            | 0             | 0             | 0             | 0             | -             |
| Barcelona 1992        | 38            | 0             | 0             | 0             | 0             | -             |
| Atlanta 1996          | 23            | 1             | 0             | 0             | 1             | 49            |
| Sydney 2000           | 31            | 0             | 0             | 0             | 0             | -             |
| Athens 2004           | 32            | 0             | 1             | 0             | 1             | 63            |
| Bắc Kinh 2008         | 34            | 0             | 0             | 0             | 0             | -             |
| Luân Đôn 2012         | 42            | 0             | 0             | 1             | 1             | 79            |
| Rio de Janeiro 2016   | 37            | 0             | 0             | 0             | 0             | -             |
| Tokyo 2020            | chưa diễn ra  |               |               |               |               |               |
| Paris 2024            | chưa diễn ra  |               |               |               |               |               |
| Los Angeles 2028      | chưa diễn ra  |               |               |               |               |               |
| Tổng số               | Tổng số       | 1             | 1             | 1             | 3             | 94            |

| Thế vận hội              | Số VĐV       | Vàng | Bạc | Đồng | Tổng số | Xếp thứ |
| Thành phố Salt Lake 2002 | 2            | 0    | 0   | 0    | 0       | –       |
| Torino 2006              | 1            | 0    | 0   | 0    | 0       | –       |
| Vancouver 2010           | 1            | 0    | 0   | 0    | 0       | –       |
| Sochi 2014               | 1            | 0    | 0   | 0    | 0       | –       |
| Pyeongchang 2018         | 1            | 0    | 0   | 0    | 0       | –       |
| Bắc Kinh 2022            | chưa diễn ra |      |     |      |         |         |
| Milano–Cortina 2026      | chưa diễn ra |      |     |      |         |         |
| Tổng số                  | Tổng số      | 0    | 0   | 0    | 0       |         |

### Huy chương theo môn
| Môn thi đấu        | Vàng | Bạc | Đồng | Tổng số |
| ------------------ | ---- | --- | ---- | ------- |
| Thuyền buồm        | 1    | 0   | 0    | 1       |
| Bóng bàn           | 0    | 1   | 0    | 1       |
| Xe đạp             | 0    | 0   | 1    | 1       |
| Tổng số (3 đơn vị) | 1    | 1   | 1    | 3       |

## VĐV giành huy chương
| Huy chương | Tên                  | Thế vận hội   | Môn thi đấu | Nội dung                     |
| ---------- | -------------------- | ------------- | ----------- | ---------------------------- |
| Vàng       | Lý Lệ San            | Atlanta 1996  | Thuyền buồm | Thuyền lướt gió (Mistral) nữ |
| Bạc        | Cao Lễ Trạch Lý Tĩnh | Athens 2004   | Bóng bàn    | Đôi nam                      |
| Đồng       | Lý Tuệ Thi           | Luân Đôn 2012 | Xe đạp      | Keirin nữ                    |